# Jiří Kulhánek
Jiří Kulhánek (* 31. Dezember 1967 in Brandýs nad Labem) ist ein tschechischer Autor im Genre Sci-Fi- und Fantasyliteratur.

## Person
Kulhánek gehört zu den derzeit meistverkauften und beliebtesten Autoren in Tschechien. Kulhánek ist ledig, tritt nicht gern in der Öffentlichkeit auf und gibt kaum Interviews.

## Werke
Die Helden seiner Bücher haben übermenschliche Fähigkeiten, werden zu Beginn der Geschichte überfallen, verbringen einen großen Teil der Handlung mit der Flucht vor der materiellen Übermacht des Gegners. Zum Schluss triumphieren sie auch über die geheimnisvollen Anführer der Bösewichte. Ein weiteres Merkmal seiner Bücher sind die fließende, spannende Handlung, zynischer Humor, detaillierte technische Beschreibungen und eine abgeschwächte Schilderung von Gewalttätigkeiten. Seine Helden kämpfen zwar für die gute Sache, in Verfolgung des Zieles kommt es dennoch zu moralischen Fehlgriffen. Die Kritiker werfen Kulhánek die Benutzung einer einfachen Sprache und logische Denkfehler in seinen Büchern vor. Kulhánek ist seit 1993 Mitglied des SF-&-F-Workshops.

## Auszeichnungen
- 1993 Dritter Preis in der Kategorie Roman für Reportáž psaná na svěrací kazajce
- 1994 Erster Preis in der Kategorie Erzählung für Šoulačka
- 1996 Preis der tschechischen Akademie für Science Fiction, Fantasy und Horror in der Kategorie Tschechischer Roman für Cesta krve – Dobrák
- 1997 Preis der Akademie für das beste tschechische Buch für Cynik